# Hinterschmiding

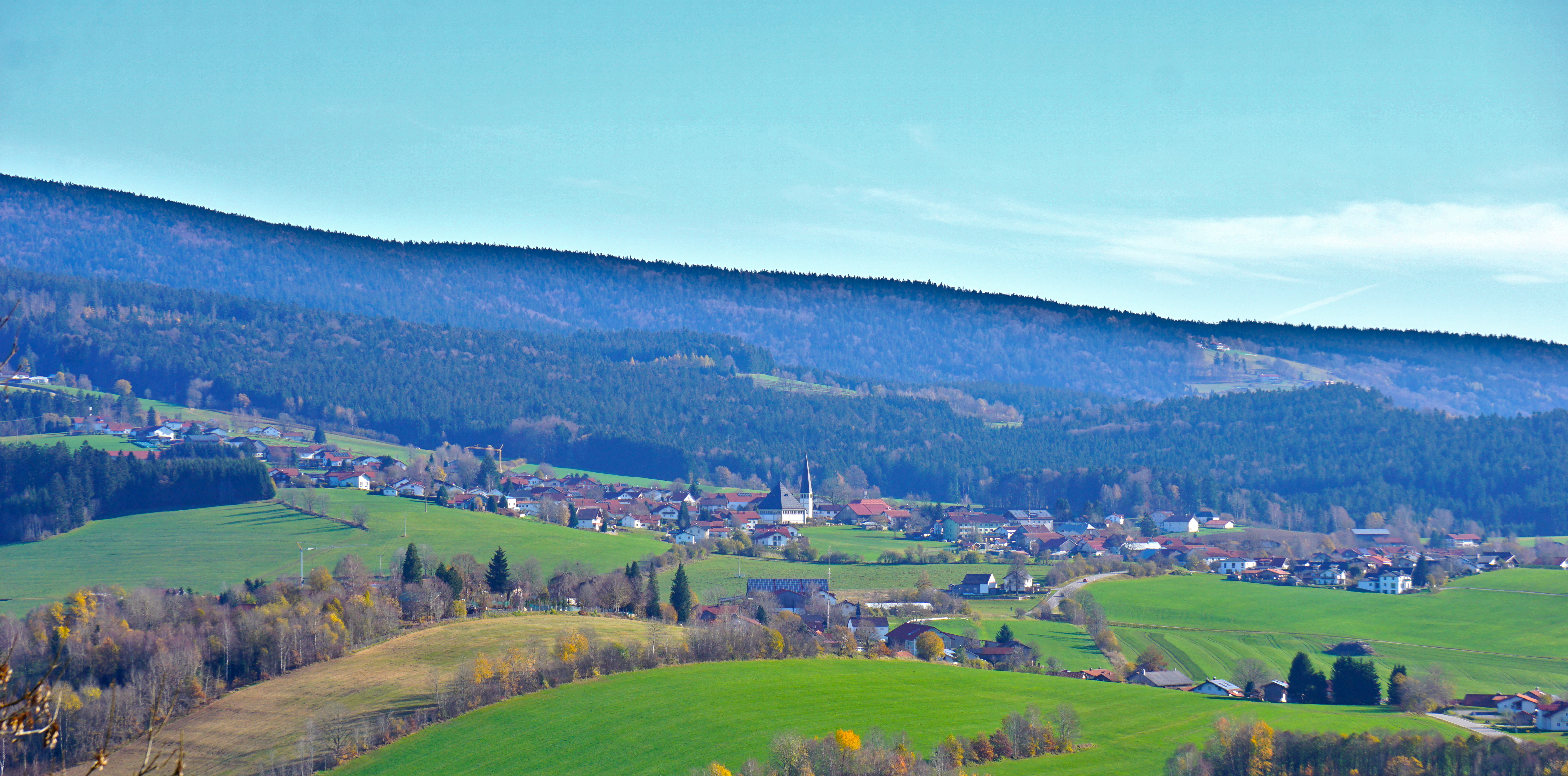
Hinterschmiding von Kreuzberg aus gesehen

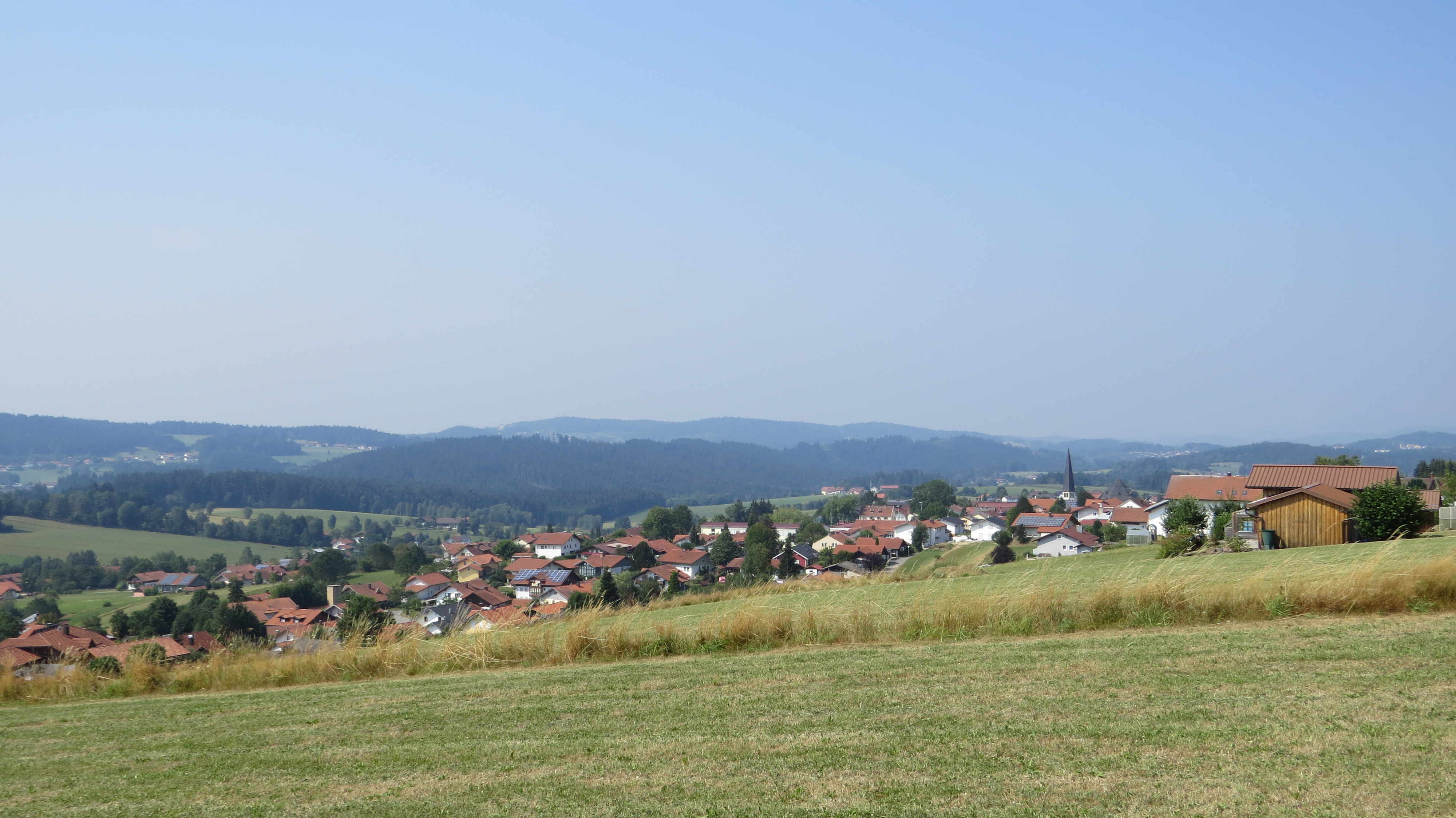
Hinterschmiding von Osten

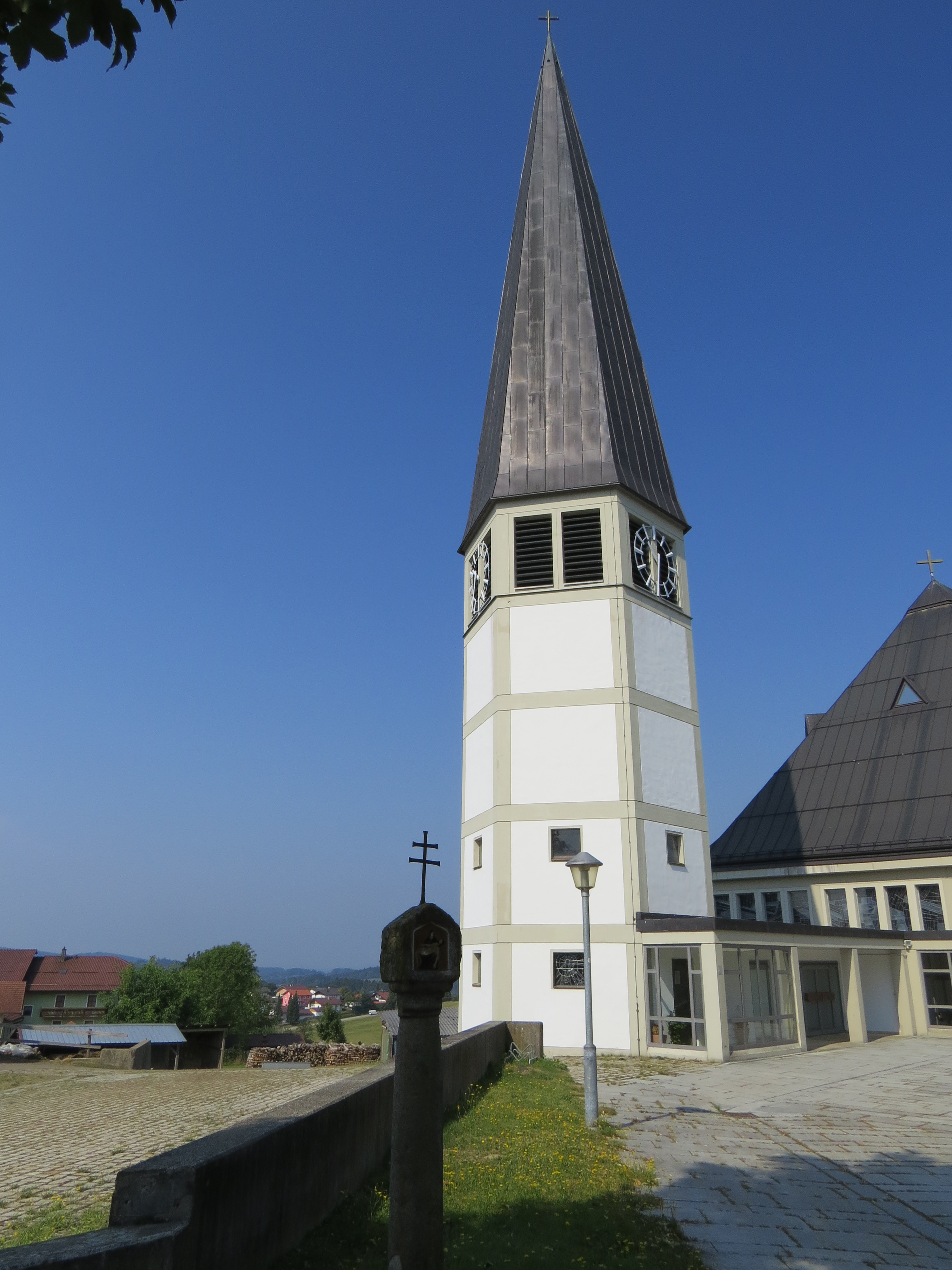
Kirche in Hinterschmiding

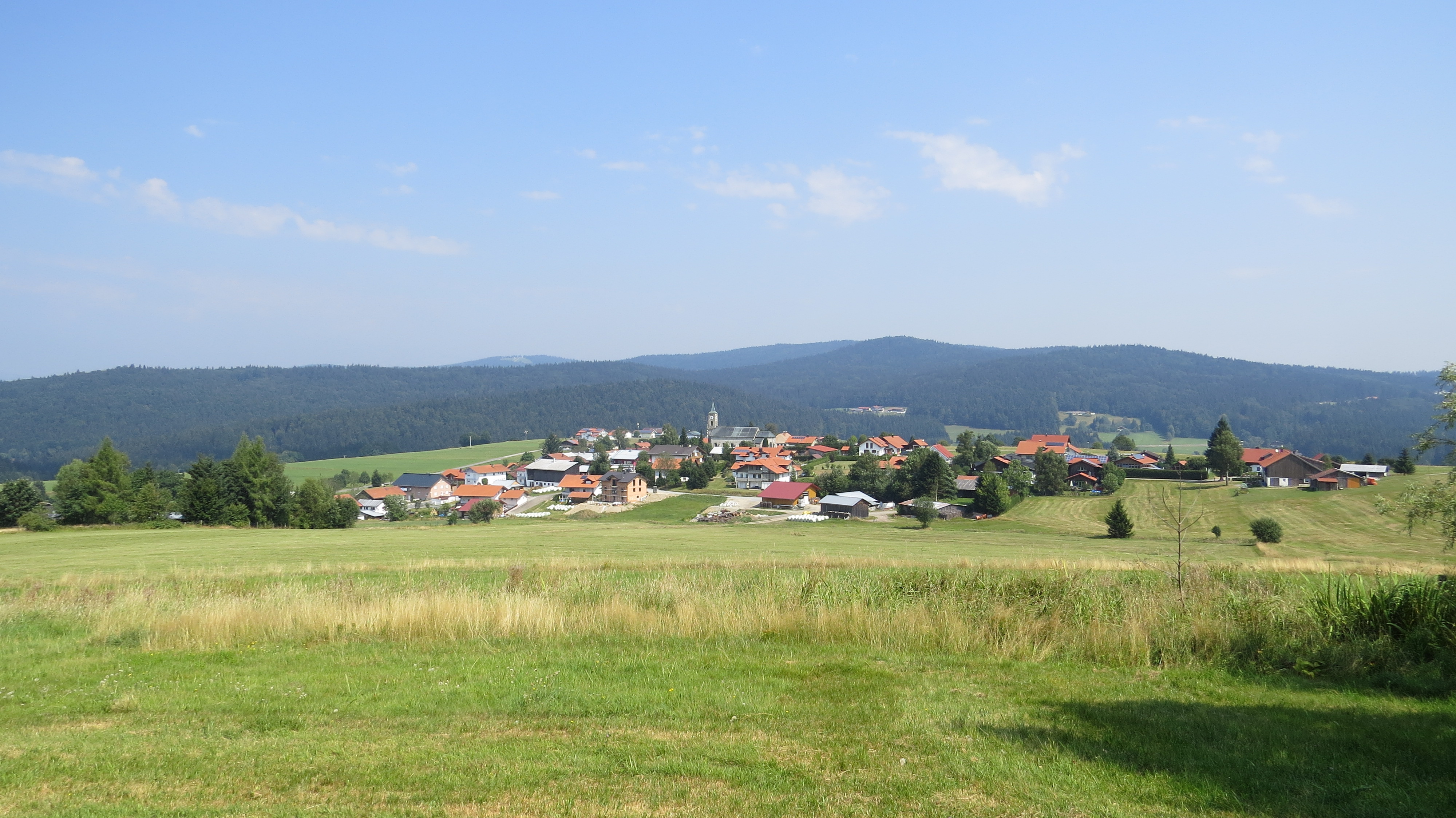
Herzogsreut von Süden

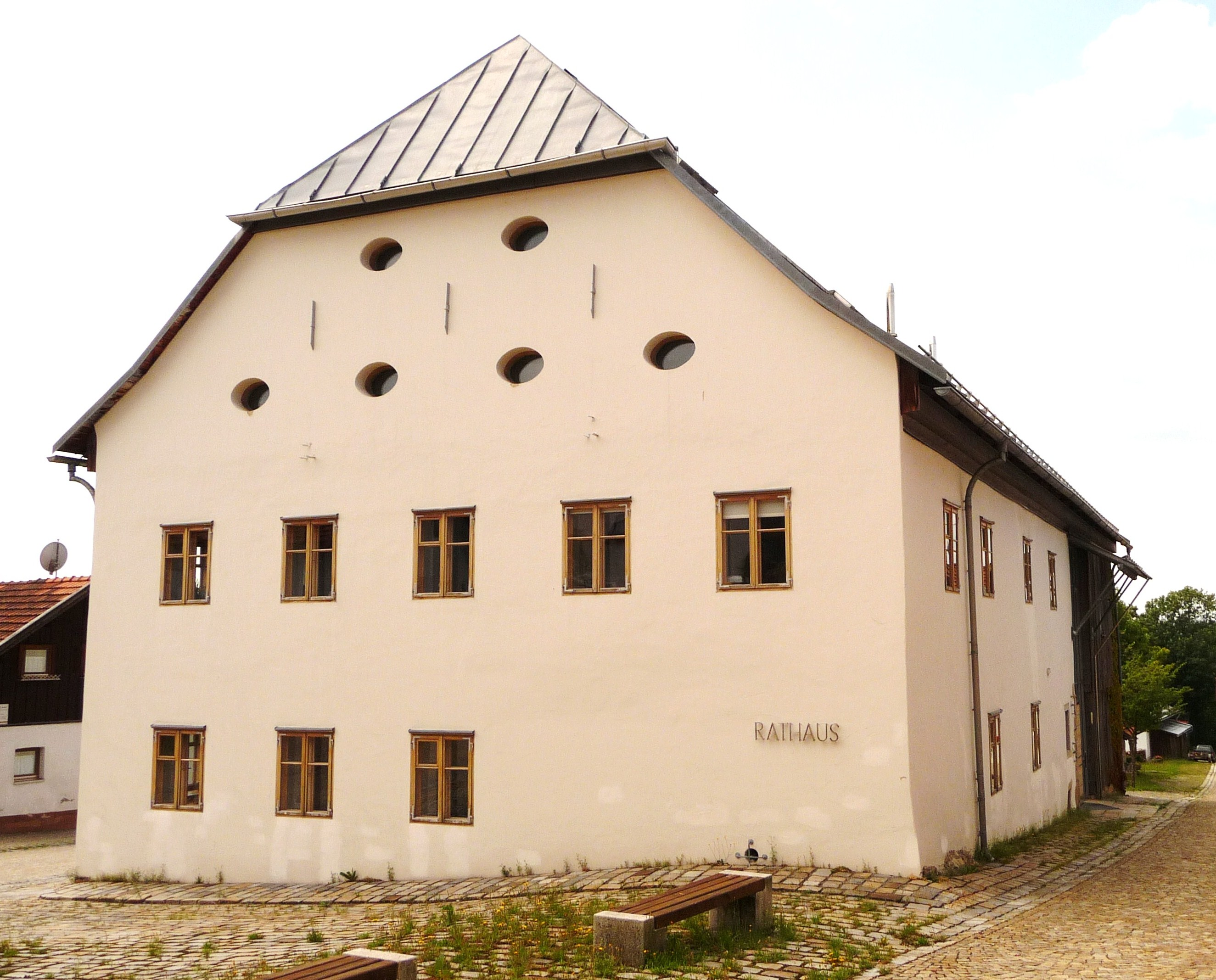
Das Rathaus von Hinterschmiding

Hinterschmiding ist eine Gemeinde im niederbayerischen Landkreis Freyung-Grafenau.

## Geografie

### Geografische Lage
Die Gemeinde liegt in der Region Donau-Wald im Bayerischen Wald westlich des 1167 Meter hohen Haidel. Die Ortschaft Hinterschmiding liegt vier Kilometer östlich von Freyung, zwölf Kilometer von der Grenze zu Tschechien, 28 km von der Grenze zu Österreich, 15 km nördlich von Waldkirchen und 38 km von Passau.

### Gemeindegliederung
Es gibt elf Gemeindeteile (in Klammern ist der Siedlungstyp angegeben):
- Gstöcket (Einöde)
- Heldengut (Dorf)
- Herzogsreut (Kirchdorf)
- Hinterschmiding (Pfarrdorf)
- Holzwiese (Einöde)
- Kaining (Dorf)
- Rothbachau (Weiler)
- Schlichtenberg (Dorf)
- Schwarzkopf (Einöde)
- Sonndorf (Dorf)
- Vorderschmiding (Dorf)

Es gibt die Gemarkungen Herzogsreut und Hinterschmiding.

### Nachbargemeinden
- Freyung
- Philippsreut
- Grainet

## Geschichte

### Bis zur Gemeindegründung
Das Dorf im ehemaligen Hochstift Passau wurde um 1400 erstmals erwähnt. Es lag am sogenannten Goldenen Steig, auf dem Salz vom Donauhafen in Passau in Richtung Böhmen transportiert wurde. Dies fand Eingang in das Gemeindewappen, auf dem ein weißes Pferd, beladen mit einem goldenen Salzsack zu sehen ist.
1803 wurde es mit dem größten Teil des hochstiftlichen Gebietes zugunsten Ferdinands von Toskana säkularisiert; es fiel erst 1805 mit den Friedensverträgen von Brünn und Preßburg an Bayern. 1818 wurde Hinterschmiding eine politische Gemeinde, erhielt durch freie Wahl Bürgermeister und Gemeindevertreter.

### 20. Jahrhundert
1936 wurde der Ort zur Kirchengemeinde erhoben. Nach dem Zweiten Weltkrieg entstand in der Gemeinde ein amerikanisches Kriegsgefangenenlager, das sogenannte Camp Sonndorf. Nach 1945 kamen viele Heimatvertriebene nach Hinterschmiding. 1969 bis 1970 entstand die heutige Pfarrkirche, die alte Kirche aus dem Jahr 1927 wurde abgerissen.

### Eingemeindungen
Am 1. Januar 1978 wurde im Rahmen der Gebietsreform die Gemeinde Herzogsreut nach Hinterschmiding eingemeindet.

### Einwohnerentwicklung
Zwischen 1988 und 2018 wuchs die Gemeinde von 2174 auf 2443 um 269 Einwohner bzw. um 12,4 %.
- 1961: 1669 Einwohner
- 1970: 1937 Einwohner
- 1987: 2107 Einwohner
- 1991: 2314 Einwohner
- 1995: 2432 Einwohner
- 2000: 2513 Einwohner
- 2005: 2552 Einwohner
- 2010: 2534 Einwohner
- 2015: 2425 Einwohner

## Politik

### Gemeinderat
Die Gemeinderatswahlen seit 2014 ergaben folgende Stimmenanteile und Sitzverteilungen:
| Partei/Liste                               | 2020  | 2020  | 2014  | 2014  |
| Partei/Liste                               | %     | Sitze | %     | Sitze |
| ------------------------------------------ | ----- | ----- | ----- | ----- |
| Überparteiliche Wählergemeinschaft (ÜWG)   | 40,28 | 6     | 34,83 | 5     |
| CSU                                        | 34,23 | 5     | 34,62 | 5     |
| Freie Wählergemeinschaft Herzogsreut (FWG) | 25,49 | 3     | 30,55 | 4     |

### Bürgermeister
Berufsmäßiger erster Bürgermeister ist seit 1. Mai 2014 Fritz Raab (Überparteiliche Wählergemeinschaft). Er wurde 2020 mit 55,38 % der Stimmen im Amt bestätigt.

### Wappen
| Wappen von Hinterschmiding | Blasonierung: „In Rot ein schreitendes, mit goldenem Salzsack bepacktes silbernes Pferd, darunter in gestürztem goldenen Hufeisen ein gestürzter goldener Schmiedehammer.“ |
| Wappen von Hinterschmiding | Wappenbegründung: Mit Hufeisen und Schmiedehammer zeigt das Wappen eine sowohl für den Namen als auch für die Geschichte der Gemeinde redende Figurenkombination. Hinterschmiding entwickelte sich aus einer Waldschmiede, in der die Salzfuhrleute ihre Pferde beschlagen ließen. Noch um 1920 waren Reste der alten Schmiede erhalten. Das Pferd mit dem goldenen Salzsack versinnbildlicht den wirtschaftlich wichtigen, vor allem im 16. und 17. Jahrhundert florierenden Salzhandel von Passau über den sog. Goldenen Steig nach Böhmen. Die Hauptfarben des Wappens, Silber und Rot, verweisen auf die Landesherrschaft des Hochstifts Passau bis zur Säkularisation 1803. Dieses Wappen wird seit 1958 geführt. |

### Partnerschaften
- Tschechien: Universitätschor Ostrava
- Tschechien: nordmährischen Gemeinde Bělotín (deutsch: Bölten)[9]

## Wirtschaft und Infrastruktur

### Wirtschaft einschließlich Land- und Forstwirtschaft
Es gab 1998 nach der amtlichen Statistik im Bereich der Land- und Forstwirtschaft 23, im produzierenden Gewerbe 1806 und im Bereich Handel und Verkehr 935 sozialversicherungspflichtig Beschäftigte am Arbeitsort. In sonstigen Wirtschaftsbereichen waren am Arbeitsort 479 Personen sozialversicherungspflichtig beschäftigt. Sozialversicherungspflichtig Beschäftigte am Wohnort gab es insgesamt 4056. Im verarbeitenden Gewerbe gab es drei Betriebe, im Bauhauptgewerbe zehn Betriebe. Zudem bestanden im Jahr 1999 99 landwirtschaftliche Betriebe mit einer landwirtschaftlich genutzten Fläche von 1753 ha, davon waren 1370 ha Ackerfläche und 378 ha Dauergrünfläche.

### Bildung
Im Jahr 2007 gab es folgende Einrichtungen:
- einen Kindergarten
- eine Volksgrundschule mit 14 Lehrern und 300 Schülern

## Kultur
In Hinterschmiding wird das kulturelle Leben in vielerlei Form gepflegt, ob Bildende Kunst, Literatur oder Musik, es ist für jeden etwas dabei, speziell die Partnerschaft mit dem Chor der Universität Ostrava bringt immer wieder Höhepunkte im musikalischen Bereich.

## Söhne und Töchter der Gemeinde
- Andreas Seidl (* 1976), Motorsportingenieur und -manager